# Terminale GNL Adriatico
Terminale GNL Adriatico Srl, eller Adriatic LNG, är en offshore-terminal för flytande naturgas (LNG). Den ligger i den norra delen av Adriatiska havet i Porto Levantes offshorezon, nära staden Rovigo, i Italien. Den var den första fasta offshoremottagningsterminalen för LNG.  Terminalen drivs av ExxonMobil (70%), Qatar Terminal Ltd., ett dottterföretag till Qatar Energy (23%),  and Snam (7%).
LNG-anläggningen byggdes i Campamento i kommunen San Roque i Spanien och bogserades till Porto Levante i Italien. Byggandet påbörjades 2003 och avslutades 2008. LNG-tankarna byggdes i delar i Sydkorea och sattes samman i Spanien. Bostadsmodulen (Living Quarter Module and Helideck) byggdes i Sverige av Emtunga. En röreldning går från terminalen till söder om Levante vid mynningen av Levante Po nära Scanno Cavallari.
Driften påbörjade 2009. Terminalen har en kapacitet för återförgasning på 8 miljarder kubikmeter naturgas per år, vilket motsvarar en tiondedel av Italiens naturgasförbrukning.